# المجدل (حماة)
المجدل قرية تتبع منطقة محردة في محافظة حماة في سورية.
تقع قرية المجدل على بعد 17 كم شمال غربي مدينة حماة وتبعد عن مدينة محردة 4 كم. تتربع على هضبة جميلة يمر بجوارها نهر الساروت الذي كان يعد شريان الحياة للقرية والقرى المجاورة.